# Supersportler

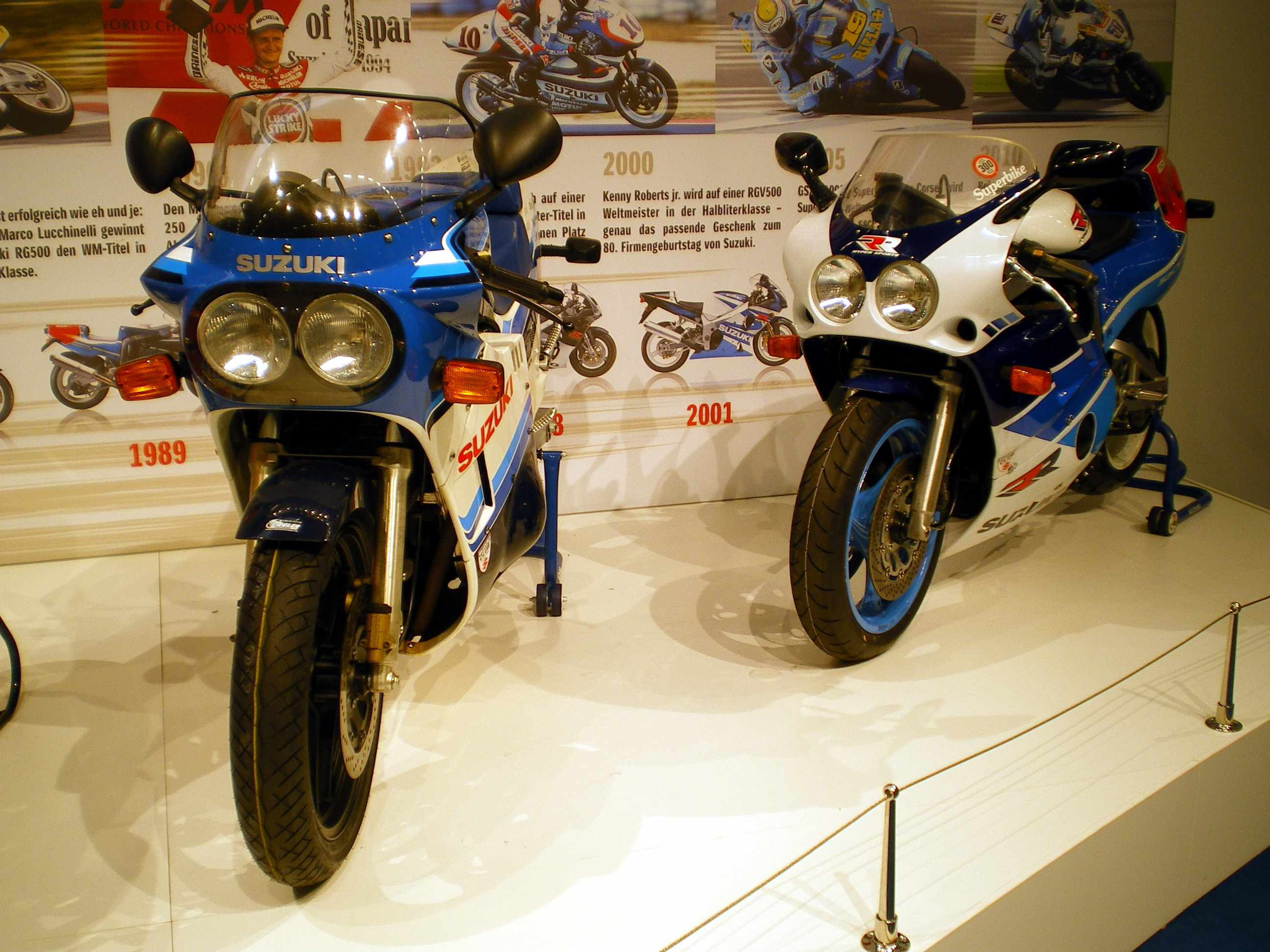
Links die Suzuki GSX-R 750 von 1985, welche die Klasse begründete. Rechts das Modell von 1989

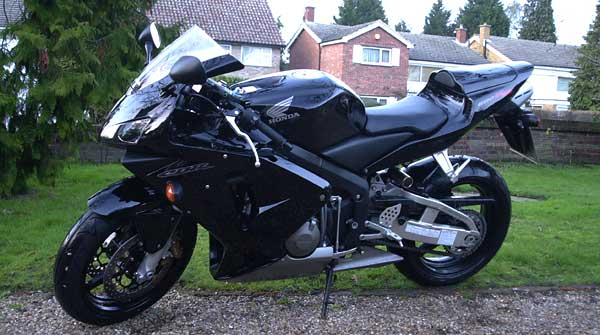
Supersportler Honda CBR 600 RR

Ein Supersportler ist ein ohne Rücksicht auf andere Ausstattungsmerkmale wie Komfort oder Zuladung auf sportliches Fahren gebautes Motorrad. Neben der maximalen Motorleistung stehen ein optimales Verhältnis von Leistung und Fahrzeugmasse sowie eine möglichst funktionelle und auf Beschleunigung optimierte Fahrbarkeit im Vordergrund. Technologische Entwicklungen aus dem Rennsport werden meist zuerst an den Motorradmodellen dieser Klasse auf ihre Serientauglichkeit geprüft. Die Alltagstauglichkeit hat bei Supersportlern eine untergeordnete Bedeutung. Als erstes Motorrad dieser Klasse wird die Suzuki GSX-R 750 von 1985 genannt, die als erste 750er-Serienmaschine 100 PS (74 kW) hatte und mit einem Aluminium-Doppelschleifenrahmen sowie für damalige Verhältnisse überdurchschnittlich leistungsfähigen Nissin-Bremsen ausgestattet war.
Bereits in den 1970er Jahren wurden für damalige Verhältnisse leistungsstarke Motorräder gebaut (Kawasaki Z900, Honda CB 750), aber die Dimensionierung der Fahrwerke war meist nicht ausreichend an die Motorleistung angepasst.

## Stand der Technik

### Motor
Motorentechnisch dominieren heute (2009) flüssigkeitsgekühlte, kurzhubige Reihenvierzylinder-Motoren mit Benzineinspritzung, zwei oben liegenden Nockenwellen und vier Ventilen pro Zylinder den Markt. Lediglich Ducati, KTM und Buell setzen auf V2-Motoren (bzw. L-Motoren bei Ducati), Triumph bei der Daytona 675 und Benelli bei der Tornado, sowie MV Agusta bei der F3, als einzige Hersteller auf einen Reihen-Dreizylinder. Die meisten Supersportler werden heute in den Hubraumklassen 600 cm³ und 1000 cm³ gebaut, wobei sich für die letztgenannte, in Anlehnung an das FIM-Reglement, mittlerweile die Bezeichnung Superbike durchgesetzt hat.

### Chassis/Fahrwerk
Als Standard gelten heute torsionssteife Brückenrahmen aus Aluminiumguss-Profilen, die den Motor als tragendes Teil integrieren. Vereinzelt werden aber auch Gitterrahmen aus CrMo-Stahlrohren verwendet. Die Vorderradführung übernehmen in Federbasis, Zug- und Druckdämpfung einstellbare Upside-Down-Gabeln mit oftmals reibungsmindernd beschichteten Gleitrohren. Die Hinterradaufhängung erfolgt in der Regel über Zweiarmschwingen aus Aluminiumguss, Einarmschwingen werden aufgrund des höheren Gewichts nur selten verbaut. Die Federung hinten übernimmt ein ebenfalls in Federbasis, Zug- und Druckdämpfung einstellbares einzelnes Federbein, das entweder direkt oder indirekt über ein Hebelsystem angelenkt wird. Die Räder bestehen heute ausnahmslos aus gegossenen oder geschmiedeten Leichtmetallfelgen mit 17 Zoll Durchmesser und modernen Radialreifen.

### Bremsen
Standard sind schwimmend gelagerte, gelochte Doppelscheibenbremsen aus Stahl mit Durchmessern zwischen 300 und 330 mm. Radial verschraubte Vier- oder Sechskolben-Festsattel-Bremszangen an den Vorderrädern sorgen in Verbindung mit radialen Handpumpen für fein dosierbare, hohe und standfeste Bremsverzögerungen. Die Bremssättel sind immer häufiger einteilig ausgeführt, was ein hitzebedingtes Aufspreizen bei hoher Beanspruchung verhindert. Diese vergleichsweise neue Bauart wird „Monobloc“ bzw. „Monoblock“ genannt. Die heute übliche radiale Befestigung ermöglicht über Distanzbuchsen die Verwendung von Bremsscheiben unterschiedlichen Durchmessers, was allerdings nur beim Betrieb des Motorrades auf Rennstrecken relevant ist.

## Modellübersicht

### Hubraum bis 50 cm³
- Aprilia RS 50
- MH RX 50R
- Rieju RS3 50
- Yamaha TZR 50

### Hubraum bis 125 cm³
- Aprilia RS 125
- Aprilia RS4 125
- Cagiva Mito
- Honda CBR 125 R
- Kawasaki Ninja 125
- KTM RC 125
- MH RX 125R
- Rieju RS3 125
- Suzuki GSX-R 125
- Yamaha YZF-R125
- Cagiva Mito 125
- Sachs XTC 125 2-Takt
- Sachs XTC 125 4-Takt

### Hubraum bis 150 cm³
- KTM RC 150

### Hubraum bis 250 cm³
- Hyosung GT 250i R
- Kawasaki 250 R

### Hubraum bis 300 cm³
- Kawasaki Ninja 300
- Honda CBR 300 R
- Yamaha YZF-R 3

### Hubraum bis 350 cm³
- BMW G 310 RR
- TVS Apache RR 310
- Yamaha YZF-R 3

### Hubraum bis 400 cm³
- Honda CBR 400 RR
- Honda VFR 400 R
- KTM RC 390
- Kawasaki ZXR 400
- Kawasaki Ninja 400

### Hubraum bis 500 cm³
- Honda CBR500R

### Hubraum bis 600 cm³
- Honda CBR 600 F
- Honda CBR 600 RR
- Kawasaki Ninja ZX-6R
- Suzuki GSX-R 600
- Triumph Daytona 600
- Yamaha FZR 600 (Typ 3HE)
- Yamaha FZR 600 R (Typ 4JH)
- Yamaha YZF-R 6
- Yamaha YZF 600 R Thundercat

### Hubraum bis 650 cm³
- Hyosung GT 650i R
- Honda CBR 650 F
- Honda CBR 650 R

### Hubraum bis 750 cm³
- Ducati 748
- Ducati 749
- Kawasaki Ninja ZX-7R
- MV Agusta F4 750 S
- Suzuki GSX-R 750
- Triumph Daytona 650
- Triumph Daytona 675
- MV Agusta F3 675
- Yamaha YZF 750 R
- Yamaha YZF-R7

### Hubraum bis 1000 cm³
- Aprilia RSV Mille
- Aprilia RSV4
- Benelli Tornado Tre 900
- BMW S 1000 RR
- BMW HP4
- Ducati 848
- Ducati 916/996/998
- Ducati 999
- Ducati Desmosedici RR
- Honda CBR 900 RR Fireblade (CBR 900 RR, CBR 1000 RR)
- Honda VTR 1000 SP-1/SP-2
- Kawasaki Ninja ZX-9R
- Kawasaki Ninja ZX-10R
- Moto Guzzi Daytona
- MV Agusta F4 1000
- MV Agusta F3 800
- Suzuki GSX-8R
- Suzuki GSX-R 1000
- Triumph Daytona 765
- Yamaha FZR 1000 (Typ 2LA)
- Yamaha YZF-R 1
- Kawasaki Ninja H2

### Hubraum bis 1200 cm³
- BMW HP2 Sport
- BMW R 1100 S
- BMW R 1200 S
- Buell 1125R
- Ducati 1098
- Ducati 1198
- Ducati 1199 Panigale
- Ducati Panigale V4
- Kawasaki ZX-12 R
- KTM 1190 RC8
- Moto Guzzi 1200 Sport
- MV Agusta F4 1078 RR312

### Hubraum über 1200 cm³
- Suzuki Hayabusa 1300
- Ducati Panigale 1299[2]